# Фотоупругость
Фотоупругость, фотоэластический эффект, пьезооптический эффект — возникновение оптической анизотропии в первоначально изотропных твёрдых телах (в том числе полимерах) под действием механических напряжений. Открыта Т. И. Зеебеком (1813) и Д. Брюстером (1816). Фотоупругость является следствием зависимости диэлектрической проницаемости вещества от деформации и проявляется в виде двойного лучепреломления и дихроизма, возникающих под действием механических нагрузок. При одноосном растяжении или сжатии изотропное тело приобретает свойства оптически одноосного кристалла с оптической осью, параллельной оси растяжения или сжатия (см. Кристаллооптика). При более сложных деформациях, например при двустороннем растяжении, образец становится оптически двухосным.

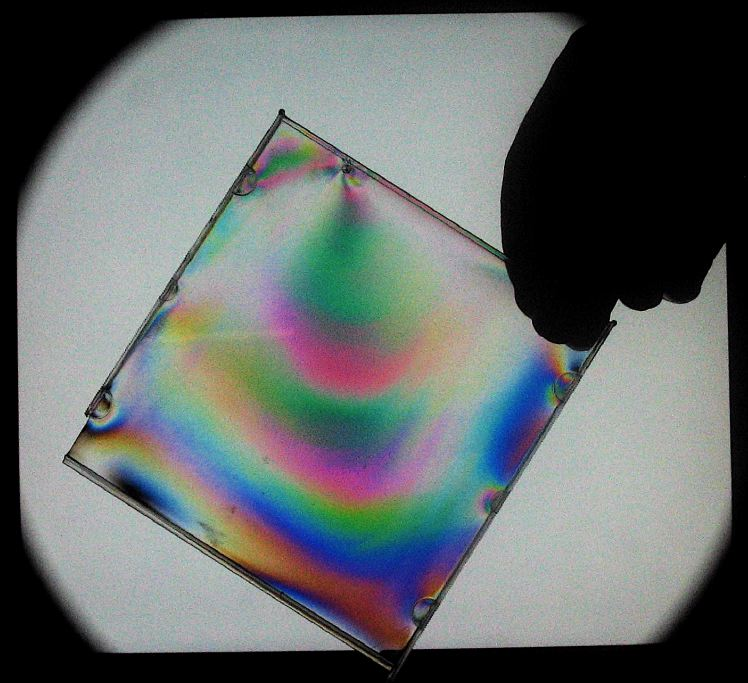
Фотоупругость

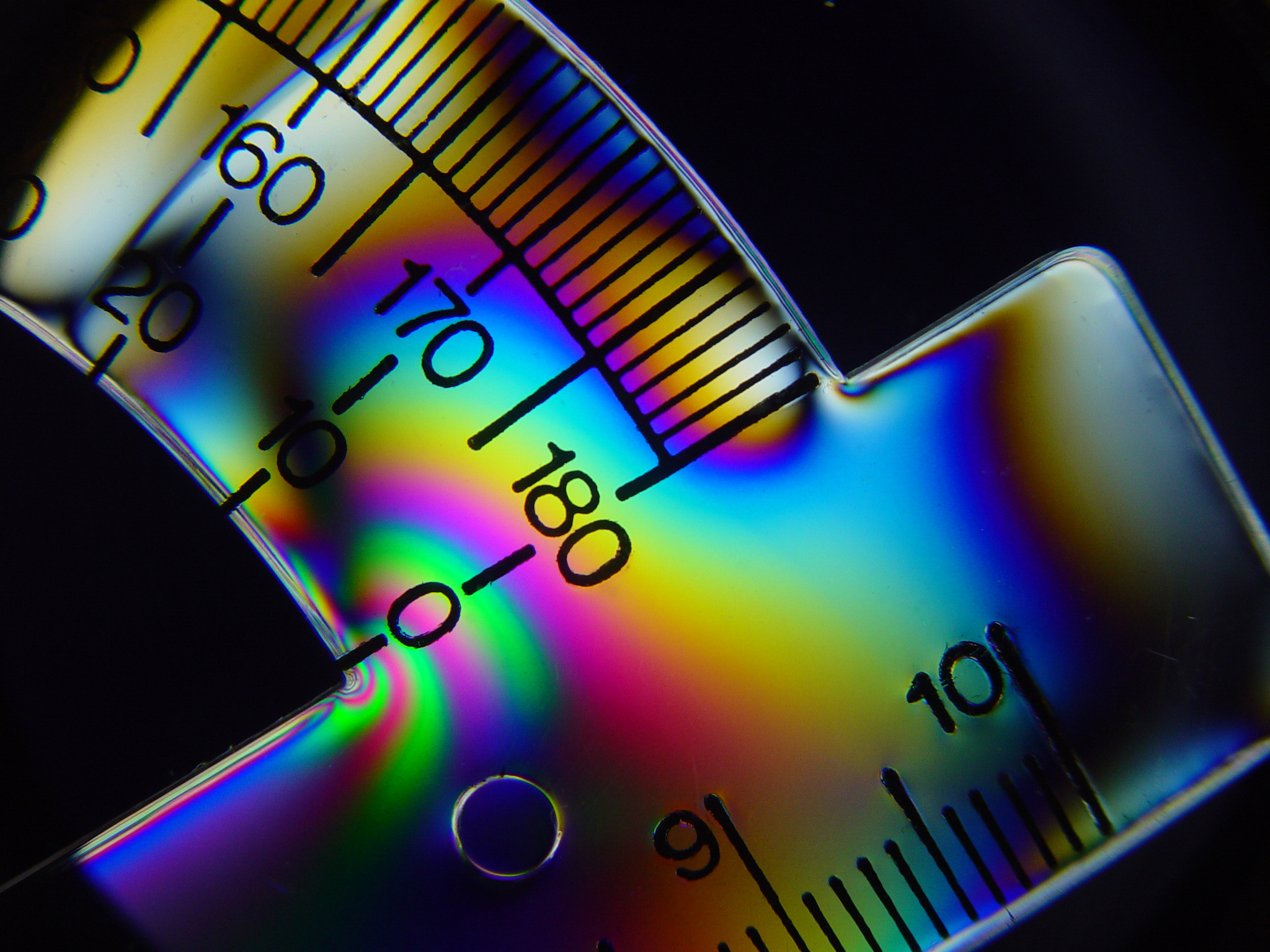
Линии напряжений в поляризованном свете у пластикового транспортира

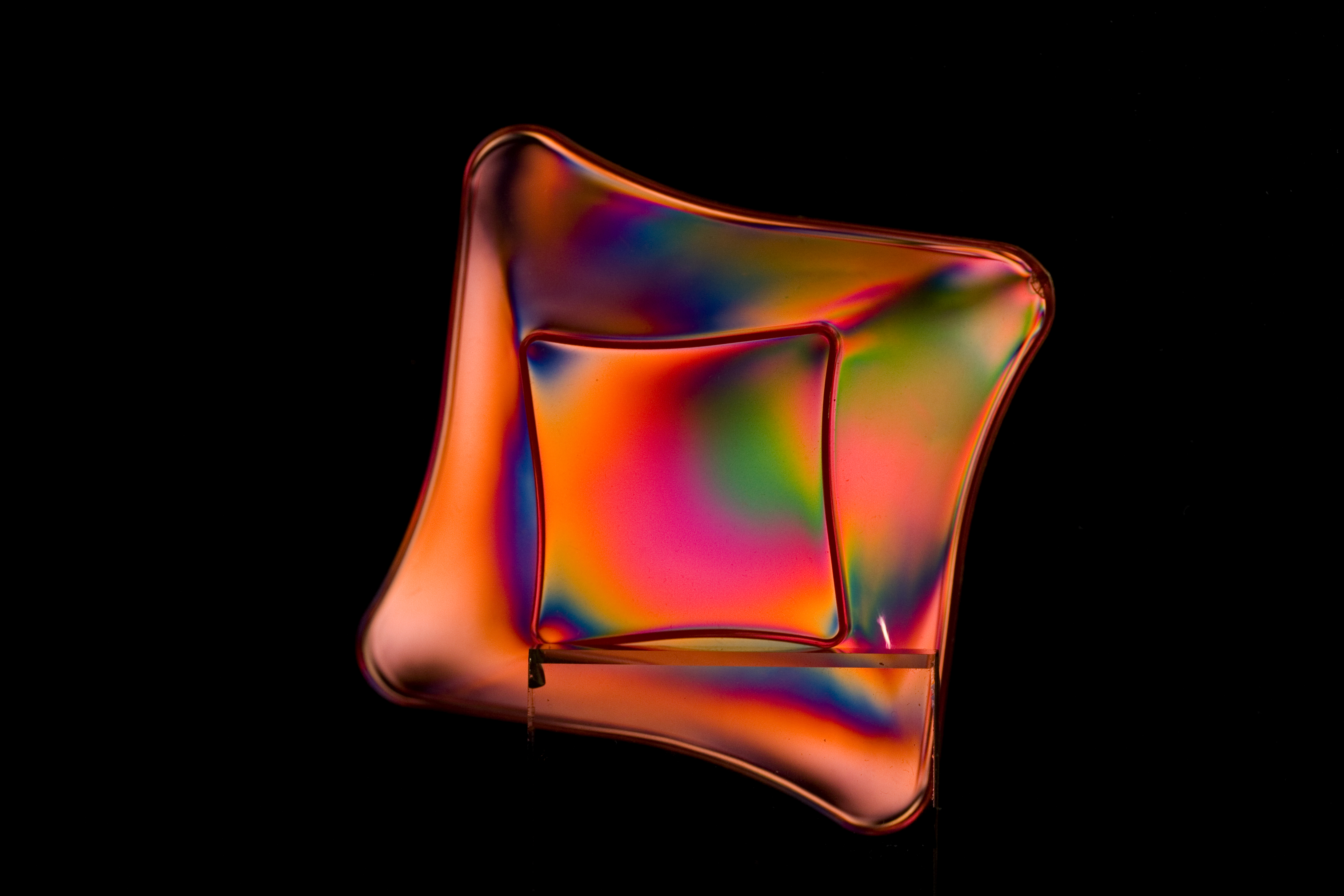
Пластинка пластмассы с механическими напряжениями между двумя скрещёнными поляризаторами.

Фотоупругость обусловлена деформацией электронных оболочек атомов и молекул и ориентацией оптически анизотропных молекул либо их частей, а в полимерах — раскручиванием и ориентацией полимерных цепей.
Феноменологически (в линейном приближении) этот эффект описывается как изменение коэффициентов оптической индикатрисы {\displaystyle \Delta B_{\lambda }}, вызванное деформацией {\displaystyle u_{\mu }}:
{\displaystyle \Delta B_{\lambda }=\sum _{\mu =1}^{6}p_{\lambda \mu }u_{\mu },}
где {\displaystyle p_{\lambda \mu }} — компоненты тензора фотоупругости. Здесь использованы тензорные обозначения с шестимерными индексами {\displaystyle \lambda }, {\displaystyle \mu } = 1,2,…,6 по следующему правилу: {\displaystyle \lambda =i=j} при {\displaystyle i=j}, {\displaystyle \lambda =9-i-j} при {\displaystyle i\neq j}, то есть
{\displaystyle \lambda =1\rightarrow xx,\ \ \lambda =4\rightarrow yz,}
{\displaystyle \lambda =2\rightarrow yy,\ \ \lambda =5\rightarrow xz,}
{\displaystyle \lambda =3\rightarrow zz,\ \ \lambda =6\rightarrow xy.}
Эти обозначения учитывают внутреннюю симметрию тензора фотоупругости (который, вообще говоря, является тензором четвёртого ранга), индикатрисы и тензора деформации. В линейном приближении изменение индикатрисы можно пересчитать в изменение тензора диэлектрической проницаемости по формуле
{\displaystyle \Delta \epsilon _{ij}=-\epsilon _{ik}\Delta B_{kl}\epsilon _{lj},}
Фотоупругость используется при исследовании напряжений в механических конструкциях, расчёт которых слишком сложен. Исследование двойного лучепреломления под действием нагрузок в выполненной из прозрачного материала модели (обычно уменьшенной) изучаемой конструкции позволяет установить характер и распределение в ней напряжений (см. Поляризационно-оптический метод исследования). Фотоупругость лежит в основе взаимодействия света и ультразвука в твёрдых телах (акустооптический эффект).

## История
Явление фотоупругости было впервые описано шотландским физиком Дэвидом Брюстером. Метод фотоупругости начал разрабатываться с начала XX века трудами E.G. Coker и L.N.G Filon из Лондонского университета. Их «Трактат о фотоупругости» был опубликован в 1930 году в «Кембридж пресс» и стал классическим. В 1930—1940 годах многие другие книги по этой теме были изданы на русском, немецком и французском языках.
В это же время значительные шаги были сделаны в развитии этой области. Так, была упрощена техника и оборудование, необходимое для проведения эксперимента. С улучшением технологий метод фотоупругости также был расширен до трёхмерного напряжённого состояния. Многие практические задачи были решены с помощью фотоупругости, что сделало метод популярным. Лаборатории фотоупругости стали возникать как в образовательных учреждениях, так и в промышленности. Основателем  первой в СССР лаборатории фотоупругости стала Л. Э. Прокофьева-Михайловская (1896—1942) в Ленинградском госуниверситете
С появлением цифровых полярископов с использованием светодиодов стал возможным постоянный мониторинг конструкций под нагрузкой. Это привело к развитию динамической фотоупругости. Динамическая фотоупругость внесла большой вклад в изучение сложных явлений разрушения материалов.

## Прикладное использование
Эффект фотоупругости используется при изучении напряженных состояний конструкций. Для построения моделей, чаще всего, используют бакелит или целлулоид. Для измерения угла поляризации используют полярископ.